# Jurtsava
Jurtsava (belarusiska:Юрцава) är en by i Belarus. Den ligger i Vitsebsks voblast, i den östra delen av landet, 198 km öster om  huvudstaden Minsk.